# Soesiladeepakius aschnae
Soesiladeepakius aschnae là một loài nhện trong họ Salticidae.
Loài này thuộc chi Soesiladeepakius. Soesiladeepakius aschnae được Makhan miêu tả năm 2007.